# 2381 Landi
2381 Landi eller 1976 AF är en asteroid i huvudbältet som upptäcktes den 3 januari 1976 av Félix Aguilar-observatoriet. Den är uppkallad efter astronomen Jorge Landi Dessy.
Asteroiden har en diameter på ungefär 13 kilometer och den tillhör asteroidgruppen Eunomia.